# Hymenophyllum valvatum
Espèce
Hymenophyllum valvatum est une espèce de fougères de la famille des Hyménophyllacées présente en Amérique tropicale et aux Caraïbes.
Synonyme : Sphaerocionium valvatum (Hook, et Grev.) Copel..
L'index IPNI ajoute comme synonymes : Hymenophyllum platylobum Bosch et Hymenophyllum producens Fée ; l'index Tropicos ajoute lui Hymephyllum crispatulum Bosch ; enfin Conrad Vernon Morton ajoute aussi Hymenophyllum francavillei Bosch.

## Description
Hymenophyllum valvatum appartient au sous-genre Sphaerocionium.
Cette espèce a les caractéristiques suivantes :
- son rhizome est long et filiforme ;
- les frondes, d'une vingtaine de centimètres de long sur environ 6 de large, comportent un limbe divisé deux fois ;
- tout l'ensemble de la plante est couvert modérément de poils ;
- Les sores, solitaires et nombreux, sont portés par l'extrémité de segments axillaires, majoritairement à la partie terminale du limbe ;
- l'indusie est formée deux lèvres plus longues que larges (ce qui n'est pas le cas habituellement des espèces du sous-genre) ;
- les grappes de sporanges ne dépassent pas l'indusie.

## Distribution
Cette espèce, plutôt épiphyte de forêts pluviales, est présente en Amérique tropicale : Bolivie, Brésil, Colombie, Costa Rica, Équateur, Guatemala, Guyana, Nicaragua, Pérou, Venezuela et Caraïbes. Cette espèce est présente en Guyane, en Guadeloupe et en Martinique.